# 米倉誠一郎
米倉 誠一郎（よねくら せいいちろう、1953年5月7日 - ）は、日本の経営学者。専門は経営史。一橋大学特任教授、同名誉教授、法政大学大学院教授、ハーバード大学Ph.D.。社）Creative Response Social Innovation School学長、認定NPO法人Teach For Japanアドバイザー。

## 人物・来歴
東京都新宿区出身。東京都立戸山高等学校ではアメリカンフットボール部に所属し、クォーターバックを担当。また小説家を志し文学を大量に読んだという。1977年一橋大学社会学部を卒業。大学4年の就職活動では金融機関から内定を得ていたが、大学教員になろうと考えて就職せず一橋大学経済学部に編入。経済学部卒業後は、一橋大学大学院社会学研究科に進学した。大学、大学院では佐々木潤之介教授に師事し幕末史、明治維新史の研究を行い、修士論文は「政府士族授産政策と小野田セメント」。
1982年、マルクス経済学系歴史学の枠で一橋大大学院社会学研究科博士課程1年で文部教官に採用され一橋大学商学部附属産業経営研究施設助手に着任。同じ年に産業経営研究施設に教授として採用された経営学者の野中郁次郎教授と親しくなったが、ある日野中教授から「お前は本当に馬鹿だな。」などと言われ、アメリカ行きを勧められた。そこで今井賢一所長に陳情したところアメリカの大学での博士号取得を勧められた。大学の先輩だった曳野孝から住所を聞き、経営学者のアルフレッド・チャンドラー教授に手紙を書き、授業料免除の奨学金を得てハーバード大学大学院（Graduate School of Arts & Sciences）に入学。途中一橋大学に戻りつつ、7年後の1990年6月にチャンドラー教授の指導の下で博士論文を書き上げて博士号を取得し、以降経営学者として活動する。

## 不祥事
2002年7月17日、女子学生にセクハラ（性的嫌がらせ）行為をしたとして、一橋大学より懲戒処分を受ける。罪状は、2001年7月下旬、国立市内の居酒屋で学生約50人が参加して行われた講義の打ち上げコンパに出席し、くじに当たった人が王様役になって命令する「王様ゲーム」を率先して行い、女子学生に対し、男子学生の耳たぶをかませたり、舌でほおに「の」の字を書かせたりしたほか、自分も女子学生にキスをしたというもの。
本人は「本当に申し訳ないことをしたと思い、深く反省しています。40名ほどの学生たちとの大コンパの中でしたので、自分としてはゲーム感覚でしてしまったのですが、そのような感覚では済まされないことを改めて知らされ、本当に申し訳なく思っています。」と後に反省の弁を述べている。

## 学歴
- 1972年 東京都立戸山高等学校卒業
- 1977年 一橋大学社会学部卒業（佐々木潤之介ゼミ）、社会学士
- 1979年 一橋大学経済学部日本経済史専攻卒業、経済学士
- 1981年 一橋大学大学院社会学研究科経営史専攻修士課程修了、社会学修士
- 1982年 一橋大学大学院社会学研究科経営史専攻博士課程退学
- 1990年 ハーバード大学人文学大学院（GSAS（英語版））歴史及び東アジア言語学専攻博士課程修了、博士（Ph.D.）（歴史学）

## 職歴
- 1982年 一橋大学商学部附属産業経営研究施設助手
- 1984年 同専任講師
- 1988年 同助教授
1992年-1995年 ミシガン大学グローバル・リーダーシップ・プログラム コアファカルティー
- 1995年 一橋大学商学部附属産業経営研究施設教授
- 1997年-2017年 一橋大学イノベーション研究センター教授・副センター長（組織変更）[7][8]
1999年-2001年、2008年-2012年 一橋大学イノベーション研究センター長
2001年 『一橋ビジネスレビュー』編集委員長 (-現在)
2002年　森ビル株式会社アカデミーヒルズ・アーク都市塾塾長[8]
2003年-2004年 ソニー株式会社グローバル・ハブ・インスティテュート・オブ・ストラテジー コ・プレジデント[7]、ソニー株式会社グループ戦略研究室室長[8]
2004年 株式会社教育と探求社取締役(非常勤)（現任）
2008年 一橋大学イノベーション研究センター長[7]
2009年-2019年 森ビル株式会社六本木アカデミーヒルズ日本元気塾長[8]
2011年 株式会社テンナイン・コミュニケーション取締役[7]
2012年-2015年 プレトリア大学GIBS日本研究センター所長[9]
2015年 株式会社アドバネクス取締役[8]
- 2017年 法政大学大学院イノベーション・マネジメント研究科教授[7]、一橋大学名誉教授[10]、一橋大学イノベーション研究センター特任教授[8]
- 2011年 認定NPO法人e-Education、アドバイザー（ - 現在）
- 2014年 認定NPO法人クロスフィールズ、スペシャル・アドバイザー（ - 現在）
- 2015年 認定NPO法人Teach For Japanアドバイザー（ - 現在）
- 2019年 社）Creative Response Social Innovation School学長（ - 現在）
- 2021年 社）Creative Response 世界元気塾塾長（ - 現在）、インフロニア・ホールディングス株式会社取締役[11]

## 著作

### 単著
- The Japanese Iron and Steel Industry, 1850-1990―Continuity and Discontinuity (London: Macmillan, NY: St. Martin's Press, 1994)
- 『戦略的国家・企業・個人を求めて：パワー・トゥ・ザ・ピープル』創元社、1994年
- 『一太郎の大冒険 ジャストシステムの"成功の育て方"』同朋舎、1997年
- 『経営革命の構造』岩波新書、1999年
- 『ネオIT革命 日本型モデルが世界を変える Model J』講談社、2000年
- 『勇気の出る経営学』ちくま新書、2001年
- 『ジャパニーズ・ドリーマーズ―自己イノベーションのすすめ 』PHP新書、2002年
- 『企業家の条件―イノベーション創出のための必修講義―』ダイヤモンド社、2003年
- 『組織も戦略も自分に従う!―ビジョン・キャリア・チャレンジ 』中公新書ラクレ、2004年
- 『脱カリスマ時代のリーダー論』NTT出版ライブラリーレゾナント、2005年
- 『創造するアントレプレナー』ゴマブックス、2006年
- 『創発的破壊：未来をつくるイノベーション』ミシマ社、2011年
- 『2枚目の名刺：未来を変える働き方』講談社アルファ新書、2015年
- 『イノベーターたちの日本史：近代日本の創造的対応』東洋経済新報社、2017年
- 『松下幸之助』ミネルヴァ書房〈日本評伝選〉、2018年

### 共編著
- 『経営史 (有斐閣Sシリーズ) 』（鈴木良隆、安部悦生と共著）有斐閣、1987年
- 『創造するミドル』（金井壽宏、沼上幹と共著）有斐閣、1994年
- 『日本経営史5　高度成長を超えて』（森川英正と共編著）岩波書店、1995年
- 『戦後日本経済と経済同友会』（岡崎哲二、菅山真治、西沢保と共著）岩波書店、1996年
- 『敗者復活の経営学 チャレンジを続ける人だけが成功する』板倉雄一郎共著　PHP研究所　2001
- Entrepreneurship and Organization: The role of the entrepreneur in Organizational Innovation (with Michael J. Lynskey), Oxford University Press, 2002
- 『かねよりもだ 「かね人種」亡国論「だ人種」救国論』松井道夫共著　ベストセラーズ　2002
- 『企業の発展』編著　八千代出版　2002　現代経営学講座
- 『ケースブック　日本のスタートアップ企業』（編）有斐閣ブックス、2005年
- 『成功のルールは変わった! VCから見たベンチャービジネスの真実』中村明共著　企業家ネットワーク　2005
- 『起業ってこうなんだ! どっとこむ』（藤田晋と共著）NTT出版、2006年
- 『オープンイノベーションのマネジメント』（清水洋）、有斐閣、2015年

### 翻訳
- パトリック・バーワイズ、リチャード・グレゴリーほか『これからの10年はおもしろい 世界の頭脳が近未来を読み解く Catch the future』監訳　同朋舎 2000
- ジム・ボトキン『ナレッジ・イノベーション 知的資本が競争優位を生む』監訳 三田昌弘訳　ダイヤモンド社　2001
- ロバート・サットン『なぜ、この人は次々と「いいアイデア」が出せるのか』三笠書房　2002